# Rhatta rhodochlaena
Rhatta rhodochlaena là một loài bướm đêm trong họ Noctuidae.